# Scotussa
Scotussa is een geslacht van rechtvleugeligen uit de familie veldsprinkhanen (Acrididae). De wetenschappelijke naam van dit geslacht is voor het eerst geldig gepubliceerd in 1894 door Giglio-Tos.

## Soorten
Het geslacht Scotussa omvat de volgende soorten:
- Scotussa brachyptera Cigliano & Ronderos, 1994
- Scotussa cliens Stål, 1861
- Scotussa daguerrei Liebermann, 1947
- Scotussa delicatula Liebermann, 1947
- Scotussa impudica Giglio-Tos, 1894
- Scotussa lemniscata Stål, 1861
- Scotussa liebermanni Mesa & Zolessi, 1968